# Neumonitis química
 La neumonitis química es la inflamación del pulmón causada por la aspiración o inhalación de irritantes. A veces se le llama "neumonía química", aunque no es infecciosa. Hay dos tipos generales de neumonitis química: aguda y crónica.
Los irritantes capaces de causar neumonitis química incluyen vómitos, bario utilizado en el estudio radiográfico de aparato digestivoes gastrointestinales, gas de cloro (entre otros agentes pulmonares), cadmio gasolina ingerida u otros destilados de petróleo, pesticidas ingeridos o absorbidos por la piel,  gases de galvanoplastia, humo y otros. También puede ser causado por el uso de inhalantes. El síndrome de Mendelson es un tipo de neumonitis química.
El aceite mineral no debe administrarse internamente a niños pequeños, mascotas o cualquier persona con tos, hernia de hiato o reflujo nocturno, ya que puede causar complicaciones como la neumonía lipoidea. Debido a su baja densidad, se aspira fácilmente a los pulmones, donde el cuerpo no puede extraerlo. En los niños, si se aspira, el aceite puede funcionar para evitar la respiración normal, lo que resulta en la muerte de las células cerebrales y la parálisis permanente y/o daño cerebral. 

## Signos y síntomas
Aguda:
- Tos[4]
- Dificultad para respirar[7]
- Sonidos pulmonares anormales (respiraciones húmedas y gorgoteantes)
- Dolor en el pecho, opresión o ardor

Crónica:
- Tos persistente[7]
- Falta de aliento[4]
- Mayor susceptibilidad a enfermedades respiratorias

Los síntomas de la neumonitis química crónica pueden o no estar presentes, y pueden tardar meses o años en desarrollarse hasta el punto de notarse.

## Diagnóstico
El desafío pragmático es distinguir de la neumonía por aspiración con un componente infeccioso porque la primera no requiere antibióticos mientras que la segunda sí. Si bien algunos problemas, como un historial reciente de exposición a toxinas sustantivas, pueden predecir el diagnóstico, para un paciente con disfagia, el diagnóstico puede ser menos obvio, ya que el paciente diságico puede tener contenido gástrico cáustico que puede dañar o no los pulmones que puede o no progresar a infección bacteriana.
Las siguientes pruebas ayudan a determinar la gravedad de los pulmones: 
- Gases en la sangre (medición de cuánto oxígeno y dióxido de carbono hay en la sangre)
- Tomografía computarizada del tórax
- Estudios de la función pulmonar (pruebas para medir la respiración y qué tan bien funcionan los pulmones)
- Radiografía de tórax
- Estudios de deglución para verificar si el ácido del estómago es la causa de la neumonitis

## Tratamiento
El tratamiento se centra en revertir la causa de la inflamación y reducir los síntomas. Se pueden administrar corticosteroides para reducir la inflamación, a menudo antes de que ocurra la cicatrización a largo plazo. Los antibióticos generalmente no son útiles o necesarios, a menos que haya una infección secundaria. La terapia de oxígeno puede ser útil. 